# Замбро-Фолс (Міннесота)
Замбро-Фолс (англ. Zumbro Falls) — місто (англ. city) в США, в окрузі Вобаша штату Міннесота. Населення — 155 осіб (2020).

## Географія
Замбро-Фолс розташоване за координатами 44°17′16″ пн. ш. 92°25′38″ зх. д. / 44.28778° пн. ш. 92.42722° зх. д. (44.287824, -92.427217).  За даними Бюро перепису населення США в 2010 році місто мало площу 1,57 км², з яких 1,49 км² — суходіл та 0,08 км² — водойми.

## Демографія
Згідно з переписом 2010 року, у місті мешкало 207 осіб у 84 домогосподарствах у складі 54 родин. Густота населення становила 132 особи/км².  Було 90 помешкань (57/км²).
Расовий склад населення:
| - 93,7 % — білих - 1,0 % — чорних або афроамериканців |

До двох чи більше рас належало 5,3 %. Частка іспаномовних становила 0,5 % від усіх жителів.
За віковим діапазоном населення розподілялося таким чином: 27,1 % — особи молодші 18 років, 65,7 % — особи у віці 18—64 років, 7,2 % — особи у віці 65 років та старші. Медіана віку мешканця становила 35,2 року. На 100 осіб жіночої статі у місті припадало 115,6 чоловіків;  на 100 жінок у віці від 18 років та старших — 101,3 чоловіків також старших 18 років.
Середній дохід на одне домашнє господарство  становив 68 043 долари США (медіана — 53 571), а середній дохід на одну сім'ю — 64 823 долари (медіана — 47 813). За межею бідності перебувало 8,6 % осіб, у тому числі 3,9 % дітей у віці до 18 років та 0,0 % осіб у віці 65 років та старших.
Цивільне працевлаштоване населення становило 97 осіб. Основні галузі зайнятості: освіта, охорона здоров'я та соціальна допомога — 28,9 %, мистецтво, розваги та відпочинок — 13,4 %, виробництво — 10,3 %, роздрібна торгівля — 9,3 %.